# Brzyska (plaats)
Brzyska is een dorp in het Poolse woiwodschap Subkarpaten, in het district Jasielski. De plaats maakt deel uit van de gemeente Brzyska en telt 1900 inwoners.